# Хахуда Володимир Миколайович
Володи́мир Микола́йович Хахуда (народився 26 листопада 1967 в с. Підгайне Носівського району Чернігівської області — помер 18 червня 2024 поблизу села Федорівка Бахмутського району Донецької області) — український військовик, водій, молодший сержант ЗСУ, доброволець, загинув на Російсько-українській війні. Нагороджений орденом «За мужність» ІІІ ступеня (посмертно).

## Життєпис
Народився в родині, де виховувалось шестеро дітей, навчався у п'ятій школі міста Носівка, фах водія здобував у Мринському профтехучилищі й відразу пішов працювати водієм, далі вже як підприємець займався автоперевезеннями. Останні п’ять років перед війною працював за кордоном.
18 лютого 2022 року він приїхав у відпустку. А 24 лютого зранку він серед перших стояв у черзі біля військкомату. Певний період Володимир Хахуда працював при Носівському РТЦК, а в серпні 2023 був переміщений спочатку в навчальний центр, а далі на Харківський, потім Донецький напрямки Російсько-української війни.
Він виконував обов'язки старшого водія, командира 1-го піхотного відділення 3-го піхотного взводу, 3-ї піхотної роти військової частини.
Загинув 18 червня 2024 року під час виконання бойового завдання — внаслідок скидання невідомого вибухового предмета з ворожого дрону зазнав поранень, несумісних з життям, і помер на місці. Сталося це поблизу населеного пункту Федорівка Бахмутського району Донецької області.
Володимира Хахуду поховано в Носівці на кладовищі на вул. Центральній (у напрямку села Андріївка).

## Родина
Дружина Алла Григорівна, доньки-школярки Вікторія та Марійка, сестри Ніна, Галина, Світлана, брати Микола та Анатолій.

## Відзнаки
Нагороджений орденом «За мужність» ІІІ ступеня (посмертно).